# سبحلية
السِّبَحْلِيَّة (بالإنجليزية: Necturus)‏ هو جنس من السمادل المائية المُتوطنة في شرق الولايات المتحدة وكندا، وتُعرف باسم كلاب الماء (بالإنجليزية: waterdogs)‏ أو جراء الطين (بالإنجليزية: mudpuppies)‏، ويُعتبر جرو الطين الشائع من أكثر أنواع هذا الجنس شُهرةً.